# Konståret 1960

## Händelser

### Okänt datum
- Pontus Hultén efterträder Bo Wennberg som chef för Moderna Museet i Stockholm, vilket innebar inledningen på museets legendariska epok.
- Carl Malmsten grundade Capellagården ¡ Vickleby.

## Priser och utmärkelser
- Prins Eugen-medaljen tilldelas Siri Derkert, målare och skulptör, Sixten Lundbohm, målare, Alf Munthe, konsthantverkare, Adam Fischer, dansk skulptör, och Arnstein Arneberg, norsk arkitekt.

## Verk
- Will Roberts – Kvinna med tekopp.

## Utställningar
- 28 november öppnar på D'Arcy Galleries i New York IXe Exposition internationale du Surréalisme, den nionde och "sista officiella" internationella surrealistutställningen, efter Köpenhamn (1935), London (1936), Paris (1938), Mexico City (1940), New York (1942), Paris (1947), Prag (1947) och Paris (1959). Den bär namnet Surrealist Intrusion in the Enchanters' Domain och håller på till 14 januari 1961. Den är organiserad av André Breton och Marcel Duchamp. Från svenskt håll medverkar Öyvind Fahlström, Carl-Fredrik Reuterswärd och Max Walter Svanberg.[1]

## Födda
- 5 januari - Erika Lagerbielke, svensk formgivare.
- 17 januari - Marc Grieves, svensk konstnär som målar marina och historiska målningar.
- 8 mars - Hilde Kramer, norsk illustratör.
- 18 april – Neo Rauch, tysk målare
- 21 september - Maurizio Cattelan, italiensk konstnär.
- 19 november - Astrid Thorlund (död 1996), svensk konstnär och barnboksillustratör.
- 27 november - Mark Kostabi, amerikansk konstnär.
- 22 december - Jean-Michel Basquiat (död 1988), afroamerikansk konstnär inom graffiti och nyexpressionism.
- okänt datum - Helén Partos, svensk målare och skulptör.

## Avlidna
- 10 januari – Benno Elkan (född 1877), tysk-brittisk skulptör.
- 12 januari – William Adams Delano, arkitekt.
- 8 februari – Hakuyō Fuchikami, fotograf.
- 22 februari – Paul-Émile Borduas, målare.
- 28 februari  – Sigfrid Ullman (född 1886), svensk konstnär
- 26 mars – Francisco Goitia, målare.
- 8 maj – Hugo Alfvén, musiker och målare.
- 27 maj – James Montgomery Flagg, illustratör.
- 6 juni – Ernest L. Blumenschein, målare.
- 20 september – David Park, målare.
- 14 november – Anne Bonnet, målare.
- 17 november – Gene Ahern, serietecknare.
- 29 november – Fortunato Depero, målare, skulptör och designer.
- okänt datum – Morgan Dennis, målare och illustratör.